# (2648) Owa
(2648) Owa (1980 VJ) – planetoida z pasa głównego asteroid okrążająca Słońce w ciągu 3,38 lat w średniej odległości 2,25 j.a. Odkryta 8 listopada 1980 roku.